# Galcerán de Requesens
Galcerán de Requesens y Santacoloma (c. 1400 – Valencia, c. 1465) fue un político de Cataluña, Corona de Aragón. Gobernador de Mallorca, batlle general y gobernador general de Cataluña. Íntimo amigo de Alfonso V El Magnánimo, fue lugarteniente del mismo en Cataluña. En 1455 llevó a cabo la reforma del Consejo de Ciento después de haber suspendido los nombramientos de los consejeros en los años anteriores y haberlos realizado él mismo. Juan II de Aragón lo desterró a Valencia, donde falleció.
Tuvo varios hijos, entre ellos a Galcerán de Requesens y Joan de Soler, conde de Trivento.